# Kikkers (Aristofanes)
Kikkers (Oudgrieks Βάτραχοι / Bátrachoi, Latijn Ranae) is een komedie waarmee Aristofanes de eerste prijs won op de Lenaia (Wijnpersfeest) van 405 v.Chr. in Athene. Wegens groot succes werd het stuk het volgende jaar nogmaals opgevoerd. Beroemd is de uitgesponnen scène waarin Aischylos en Euripides elkaar afkraken, ook te beschouwen als oudste vorm van literaire kritiek die ons is overgeleverd.
Het stuk telt 1533 verzen.

## Synopsis
Dionysos stoort zich zodanig aan de middelmatigheid van de Atheense auteurs dat hij met zijn slaaf Xanthias naar de Onderwereld trekt om de pasgestorven Euripides terug onder de levenden te brengen. Uit voorzorg verkleedt hij zich als Herakles, die al had bewezen uit het hiernamaals te kunnen terugkeren. Na diverse toegangswegen te hebben overwogen, de leeuwenhuid te hebben aangetrokken en enkele bizarre ontmoetingen te hebben gehad (zoals een dode die nog liever herleeft dan drager te spelen), dalen Dionysos en zijn slaaf af naar de oever van de Acheron. Daar moet de god zich aan het roeien zetten, geïrriteerd door een brekekekex-koax-koax kwakend kikkerkoor (vandaar de titel). In de Onderwereld ondervindt Dionysos-Herakles agressie van sommigen die nog een appeltje te schillen hebben met de echte Herakles. Uit schrik wisselt hij een paar keer van kledij met de dapperdere Xanthias, maar de zweep van Aiakos kunnen ze niet ontlopen. 

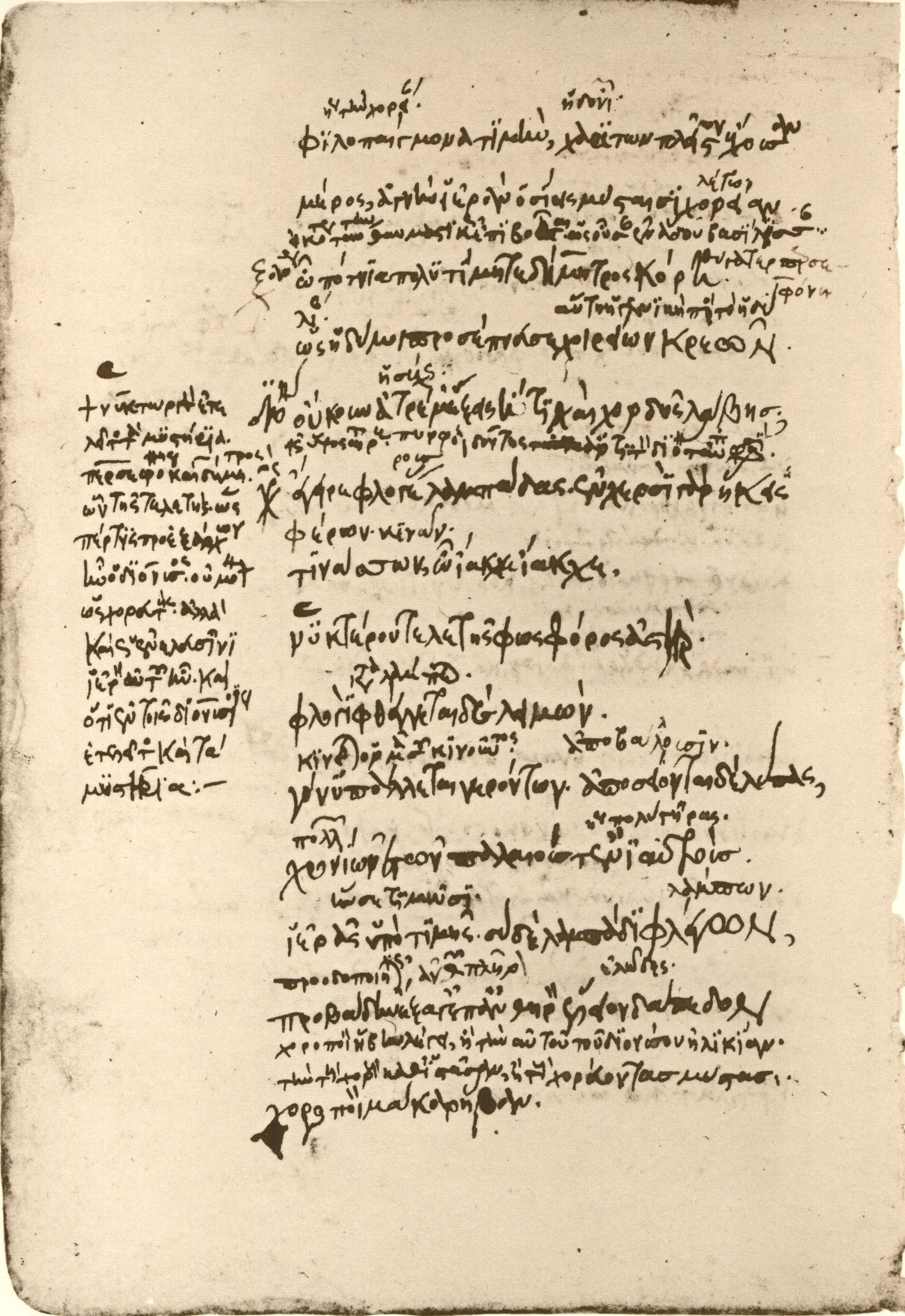
Manuscript van Kikkers met kanttekeningen uit 1362. Zo zijn de Griekse toneelstukken tot bij ons gekomen.

Ze komen dan bij Pluto en zetten zich aan de maaltijd met Aischylos en Euripides. Op uitdaging van de laatste wordt Dionysos aangesteld om te oordelen wie de beste tragische dichter is. In het debat noemt Euripides zijn personages levensechter, Aischylos meent dat de zijne superieur zijn omdat ze een ideaal voorspiegelen. Dan verschuift de discussie naar de kwaliteit van de verzen. Aischylos doet de jamben van Euripides af als voorspelbaar en maakt zijn punt door hem uit zijn prologen te laten declameren en dan elke passage zelf af te maken met "verloor zijn oliekruik". Euripides slaat terug door koorzangen van zijn tegenstander voor te dragen en telkens te laten overgaan in "Helaas, wat een slag! Waarom talmt ge te helpen!" Maar Aischylos is nog niet uitgehoond en laat op zijn beurt de zangen van Euripides begeleiden met monotone castagnetten in plaats van een lier. Uiteindelijk beslist Dionysos om hun verzen op de weegschaal te leggen. Drie keer geven de letterlijk zwaardere verzen van Aischylos de doorslag, maar Dionysos kan nog altijd niet kiezen wie hij zal laten herleven. Onder druk gezet door Pluto vraagt hij hen dan de Atheners raad te geven over hun haat-liefdeverhouding tot Alkibiades en hoe de stad te redden. Nu roept Dionysos Aischylos uit tot winnaar en laat hij dus Euripides, die hij feitelijk was komen halen, achter. Na een afscheidsdronk drukt Aischylos Pluto nog op het hart dat Sofokles (gestorven tijdens het schrijven van Kikkers) tijdens zijn afwezigheid op de dichterstroon mag zitten maar zeker niet Euripides. Dan vertrekken ze naar het licht.

## Bespreking
In het stuk speelt Dionysos, patroon van de Lenaia, zelf de hoofdrol. Vooral in het begin is hij een karikaturale dwaas, verwaand en als laf te kijk gezet door zijn eigen slaaf. Blijkbaar namen de Atheners (en de Dionysospriesters op de eerste rij) daar geen aanstoot aan.
Het bulkt van de literaire referenties in Kikkers. Ook verdraaide en uit hun verband gerukte tragediecitaten waren blijkbaar herkenbaar voor de toeschouwers, wat een indicatie is van hoe populair het drama wel was. De wedstrijd tussen Aischylos en Euripides is te lezen als een reflectie over de rol van literatuur, maar omdat het komische effect zonder twijfel vooropstond kunnen de naar voren gebrachte meningen niet zonder meer tot Aristofanes zelf worden herleid. Wel is het aannemelijk dat hij de heroïsche Aischylos hoger heeft aangeslagen dan de gesofisticeerde Euripides, zonder die laatste te minachten. 

## Nederlandse vertalingen
Er bestaan drie vertalingen van het stuk:
- 1894 – G.H. Betz – De kikvorschen
- 1971 – Saint-Rémy – De kikvorsen, karikatuur
- 1971 – Marietje d'Hane-Scheltema – De kikkers (herzien in 1995: Kikkers)

Voorts is er ook een bewerking voor jongeren:
- 2011 – Tom Bruynooghe – Breedsmoelen. Komedie voor jongeren

## Moderne bewerkingen
In 2023 werd Frogs the Film uitgebracht als 's werelds eerste langspeelfilm die volledig in het Oudgrieks is gesproken. De tragikomische film, geproduceerd door Iuvenalis Pictures, is direct gebaseerd op Aristofanes' Kikkers (405 v.Chr.). Daarnaast haalt de film inspiratie uit Euripides' Alcestis, Plato's Symposium en de Batrachomyomachia.
Het verhaal volgt Dionysos en zijn slaaf Xanthias tijdens hun reis naar de Onderwereld om de tragedieschrijver Euripides terug te halen naar de stad, wat nauw aansluit bij de plot van het oorspronkelijke toneelstuk van Aristofanes. De film is gemaakt door alumni van de KU Leuven met een opleiding in de klassieke talen. Met Frogs wil Iuvenalis Pictures didactisch materiaal aanreiken voor het vak Grieks in het middelbaar onderwijs en tegelijkertijd klassieke thema's voor een breed publiek toegankelijk maken.